# Кудрявцев, Дмитрий Иванович
Дми́трий Ива́нович Кудря́вцев (1756—1828) — русский командир (генерал-майор), участник русско-турецкой войны (1787—1792), кавалер ордена Св. Георгия 4-й ст.

## Биография
Дмитрий Кудрявцев родился в 1760 году в селе Ельино (Елино?) Коломенского округа Московской губернии в семье дворян-помещиков.
Военное образование получил в Артиллерийском кадетском шляхетном корпусе, после окончания которого в 1776 году был направлен штык-юнкером в первый фузилерный полк. С 1777 по 1780 год этот полк находился в заграничном корпусе в Польше. В 1784 году имел звание подпоручика.
Позже Дмитрий Иванович принимал участие в русско-турецкой войне 1787—1791 годов.
В 1794 году в чине капитана Кудрявцев был отправлен в Польшу. Именно там получил свою первую награду — орден Св. Владимира IV степени с бантом. 24 октября 1794 года отличился при штурме Праги, за что 1 января 1795 года получил орден Св. Георгия IV степени (№ 572 по кавалерскому списку Судравского и № 1143 по списку Григоровича — Степанова)
Во всемилостивейшем уважении на усердную службу и отличное мужество, оказанное 24-го октября при взятии приступом сильно укрепленного Варшавского предместия, именуемого Прага, где он, действуя орудиями, наносил неприятелю жестокое поражение.
В том же, 1794 году, познакомился со своей будущей женой Софьей Александровной и в 1796 женился. В «Русской старине» (1882 г., т. XXXVI, с. 119—130) были напечатаны «Записки» Софьи Александровны, в которых она утверждала, что является побочной дочерью последнего польского короля Станислава Августа Понятовского.
В 1798 году Кудрявцев переводится в Петербург с производством в подполковники, в 1799 году получил чин полковника. С 11 марта 1800 года по 27 августа 1801 года командовал 1-м артиллерийским полком. С 15 ноября 1804 года по октябрь 1806 года был шефом 3-го артиллерийского полка. За отличное служение награждён орденами Св. Анны III класса и Святого Иоанна Иерусалимского.
Во время русско-австро-французской войны 1805 года участвует в сражении при Аустерлице. Батарея Д. И. Кудрявцева в день сражения (20 ноября) находилась при 4-й колонне. Пехота, прикрывавшая батарею Д. И. Кудрявцева, была опрокинута французами. На батарее происходит замешательство, и полковник Кудрявцев, сочтя, что спасения для батареи нет, приказывает отступить. А сам уезжает, не поручив никому командование батареей. Начинается разбирательство по делу полковника Д. И. Кудрявцева. Он объясняет свой уход с батареи желанием спасти казну. Полковник взят под стражу в ожидании военного суда. В это время Софья Александровна Кудрявцева, желая быть полезной мужу, использует все свои связи и личное знакомство с императором Александром I. Судебное разбирательство остановилось.
24 октября 1806 года Д. И. Кудрявцев отправлен в действующие против французов войска. 26 ноября того же года он в Восточной Пруссии, а в начале 1807 года был назначен командиром 3-й артиллерийской бригады и командирован в армию генерала от кавалерии барона Л. Л. Беннигсена. В последующих военных действиях Д. И. Кудрявцев показал себя как достойный и бесстрашный офицер. 25—26 мая 1807 года при деревне Анкендорф с большим превосходством и успехом полк Кудрявцева сражался против неприятеля. Сам Кудрявцев 29 октября 1807 года показал себя храбрым командиром, и император приказал: «…военный суд, во уважение отличных подвигов его в последнюю кампанию против французских войск оказанных, уничтожить…». 5 декабря 1807 года Дмитрий Иванович получает чин генерал-майора с назначением департаментным командиром над крепостями в Риге. 26 марта 1808 года Александр пожаловал ему золотую шпагу с надписью «За храбрость», а 12 апреля 1808 года Дмитрий Иванович награждён орденом Святой Анны II класса.

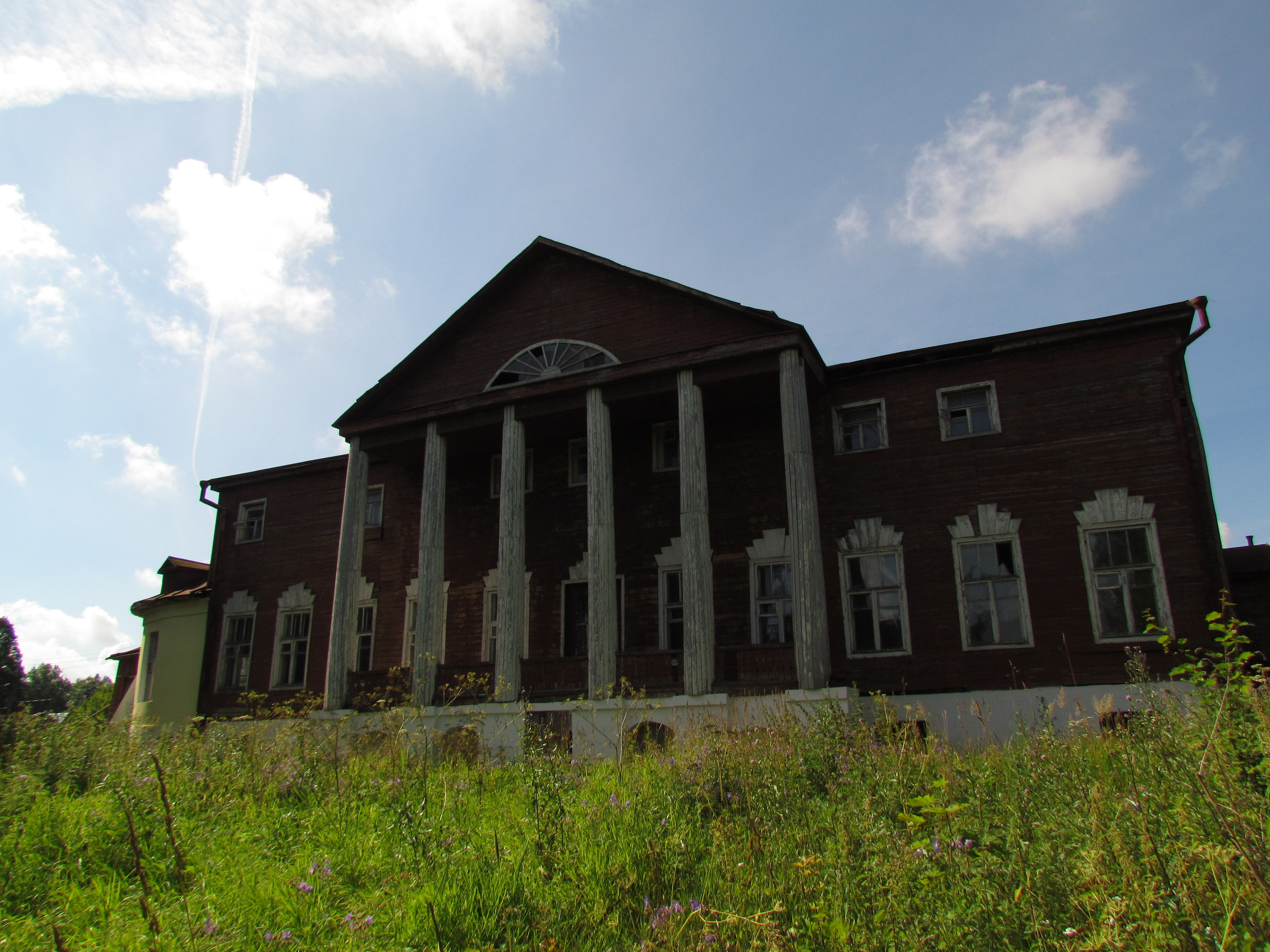
Усадьба Кудрявцева в селе Панское

В июне 1810 года выходит в отставку и переезжает в своё имение, с. Панское Малоярославецкого уезда Калужской губернии. К лету 1812 года заканчивает строительство усадьбы. Однако пожить в новом доме не пришлось… 17 июля Калужским дворянским собранием был получен манифест Александра I о созыве внутреннего ополчения. В ополчение Кудрявцев поставил 9 (8 пеших, одного конного) из 183 числящихся за ним душ. В начале сентября 1812 года Кудрявцевы отправляются к родственникам в Тамбовскую губернию и возвращаются домой только в марте 1813 года.
15 октября 1814 года Дмитрий Иванович был выбран уездным предводителем Малоярославецкого благородного дворянства, сменив на этом посту Александра Степановича Белкина. Находился на этой должности до декабря 1817 года. в 1816 году был награждён бронзовой медалью в память Отечественной войны 1812 года.
Генерал-майор Кудрявцев умер в 1828 году после продолжительной болезни, в Кибинцах, где жила его дочь Ольга.

## Дети
У Дмитрия Ивановича и Софии Александровны (1784—1835) было всего 12 человек детей. Первый сын Александр умер маленьким ещё 1803 году. Второй сын Александр Дмитриевич родился 10 января 1803 года. Ольга Дмитриевна (1805—?) была замужем за племянником и наследником Д. П. Трощинского — Андреем Андреевичем. Сын Ростислав Дмитриевич родился в Москве 1810 г.